# خوشبختی (فیلم ۱۹۳۲)
خوشبختی (انگلیسی: Prosperity) یک فیلم کمدی-درام پیشا-کد آمریکایی است.

## بازیگران
- ماری درسلر
- پالی مورن
- آنیتا پیج
- نورمن فاستر
- چارلز گبلین
- جکی لین
- جری تاکر
- تاینی سندفورد
- هری سی. بردلی